# Šiniči Suzuki I

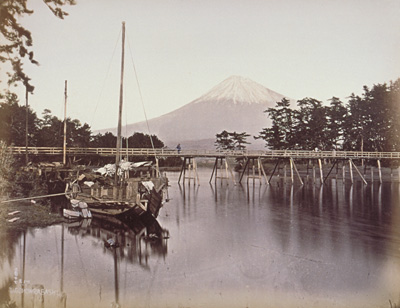
Pohled na horu Fudži, ručně kolorovaný albuminový tisk, 19. století

Šiniči Suzuki I (Suzuki Shin'ichi, Šin’iči Suzuki 鈴木 真一, 1835–1918) byl japonský fotograf, starší stejného jména. Pečlivě kolorované snímky zobrazovaly nejen staré Japonsko a jeho památky, ale také japonské zvyky, portréty japonských krasavic a samurajů. Přibližně 80. léta 19. století v japonské fotografii byla mezníkem, kdy začalo tvořit více japonských fotografů, například Kazumasa Ogawa, Adolfo Farsari, Raimund von Stillfried, Šin’iči Suzuki nebo Kózaburó Tamamura. Byli to oni, kdo připravili cestu pro tuto rychle rostoucí profesi během druhé poloviny 19. století.

## Životopis
Suzuki se narodil jako třetí syn do rodiny jménem Takahaši v Iwašině (岩科村, nyní Macuzaki, prefektura Šizuoka) v červenci 1835. Oba jeho rodiče zemřeli, když byl mladý, a v roce 1854 se přestěhoval do rodiny Suzuki (zvykem známým jako muko-iri [ 婿入り ]) V Šimodě, když si vzal dceru Suzuki Jošichi, pracoval v rodinném podnikání aramono. Ještě v témže roce velká tsunami (v důsledku jednoho z velkých zemětřesení éry Ansei) zničila budovu a obchod skončil.
Suzuki nejprve pracoval v oboru hedvábnictví, často cestoval do Jokohamy, kde se brzy učil fotografovat v jokohamském fotografickém studiu Šimooka Rendžó v roce 1867. V letech 1872–1873 byl pověřen J. R. Blackem, vydavatelem periodika The Far East (Dálný východ), aby zpracoval fotografický cyklus dokumentující venkovský život. Obrázky z této série se nadále objevovaly v Suzukiho albech až do osmdesátých let. V listopadu 1873 založil Suzuki své vlastní studio, ve kterém pořizoval portréty a vyráběl alba a suvenýry. Ve stejném roce Okamoto Keizō 岡本圭三, jeho nástupce v Šimookově studiu, se oženil se Suzukiho dcerou a Okamoto se připojil k Suzukiho rodině (znovu rituálem muko-iri). Okamoto si změnil jméno na Šiniči Suzuki II a starší fotograf poté své jméno změnil. Tentokrát Suzuki pravděpodobně studoval fotografii u Jokojamy Macusaburóa. V roce 1884 se přestěhoval do nově postaveného dvoupodlažního studia západního stylu. V Kudanzace v Tokiu bylo otevřeno pobočkové studio, které provozoval Šiniči Suzuki II. Suzukiho fotografie byly vysoce ceněny a v roce 1877 za ně získal cenu. V roce 1889 (nebo 1888) byl spolu s Maruki Rijó pověřen fotografováním císaře Meidžiho a jeho manželky, protože tehdy používaná oficiální fotografie byla deset let stará. Kupci jeho děl byli většinou zahraniční rezidenti a turisté. Kromě prodeje z vlastního ateliéru distribuovala Suzukiho fotografie také společnost Adolfo Farsari & Co. Jeho studio inzerovalo již v roce 1880 v Keeling's Guide to Japan, a následně v japonském adresáři do roku 1908, nabízející daguerrotypie, fotografie (včetně velkoformátových ručně kolorovných albuminových tisků) a Suzukiho inovace fotografií vytištěných na porcelánu, později prodávané za 12 jenů. Tyto reklamy naznačují, že v Jokohamě od roku 1893 provozoval studio I. S. Suzuki, což byl Suzukiho syn Izaburó. Suzuki Šiniči odešel do důchodu v roce 1892 a zemřel v prosinci 1918 ve věku 83 let.

## Galerie

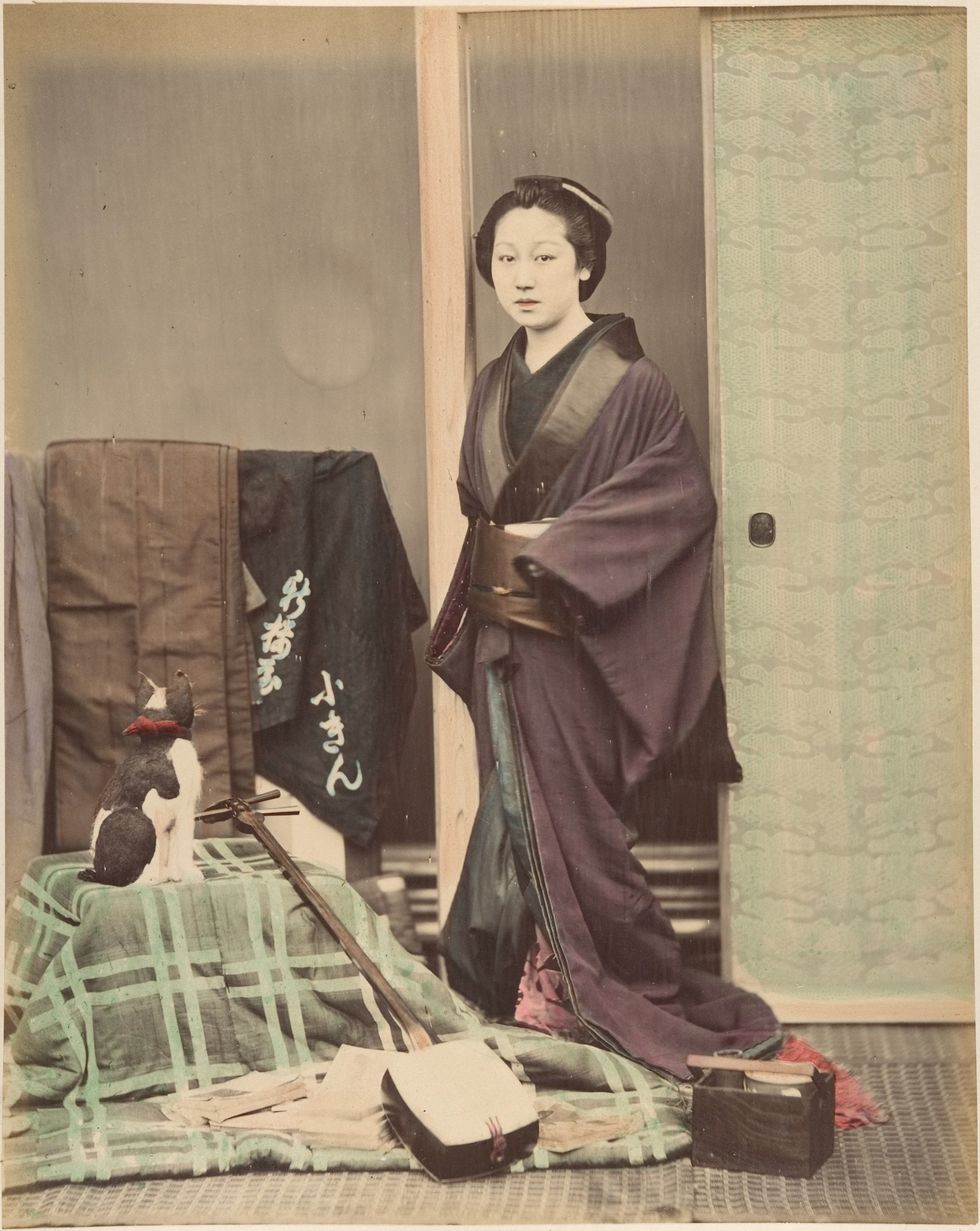
Japonská žena v tradičním kroji pózuje s kočkou a hudebním nástrojem, 1870–1880
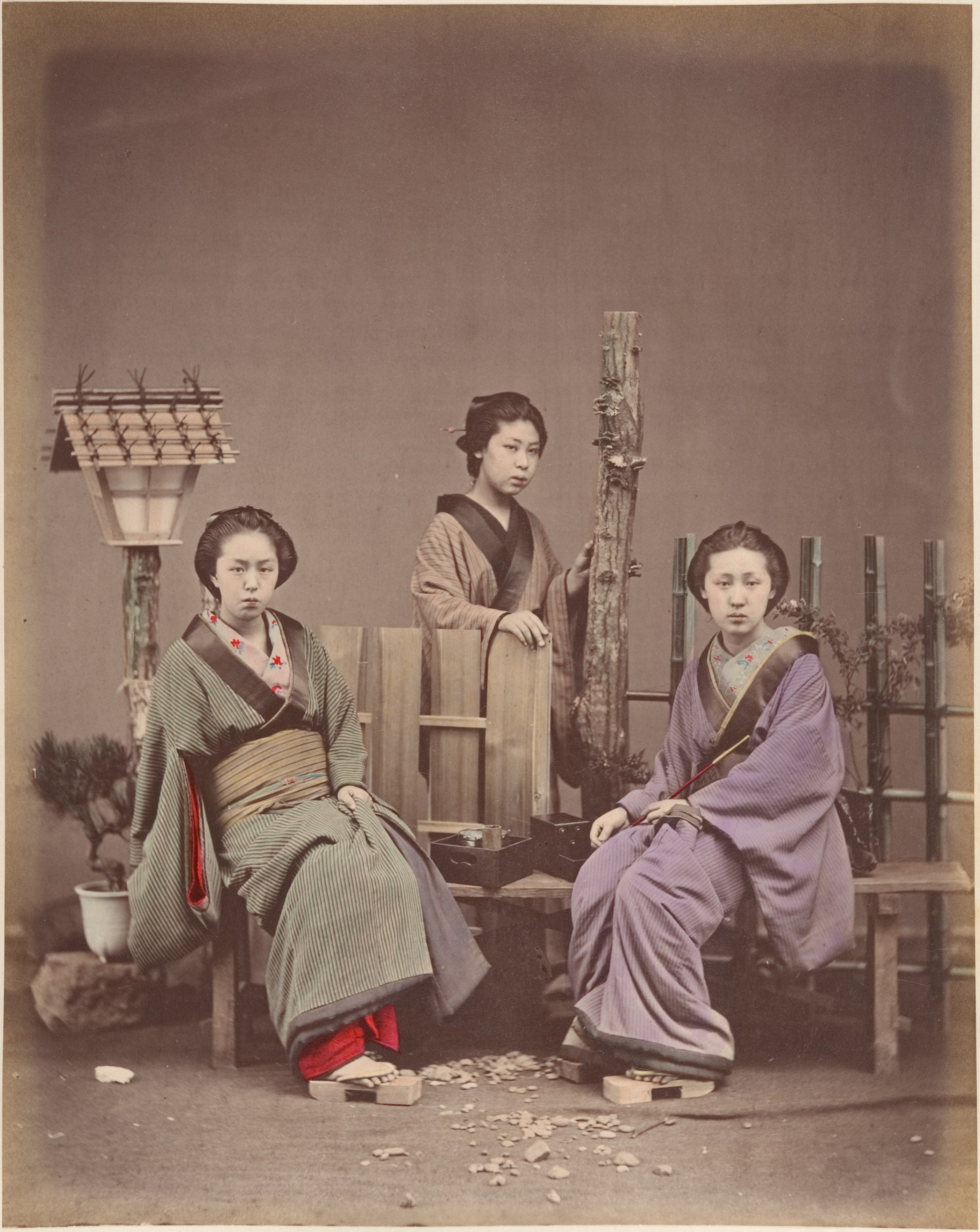
Japonské ženy v tradičních krojích, 1870–1880
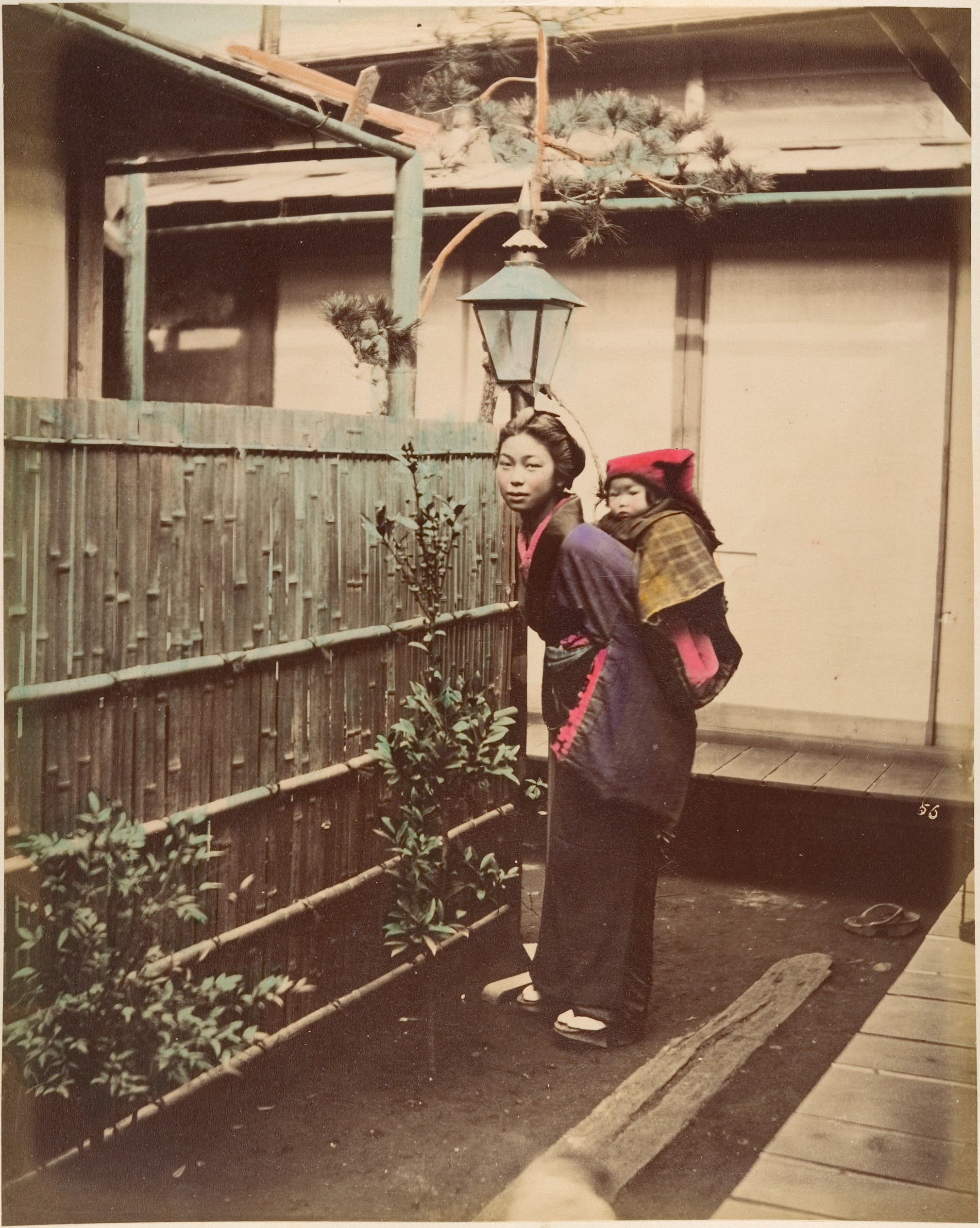
Japonská žena v tradičním kroji pózuje s dítětem na zádech, 1870–1880
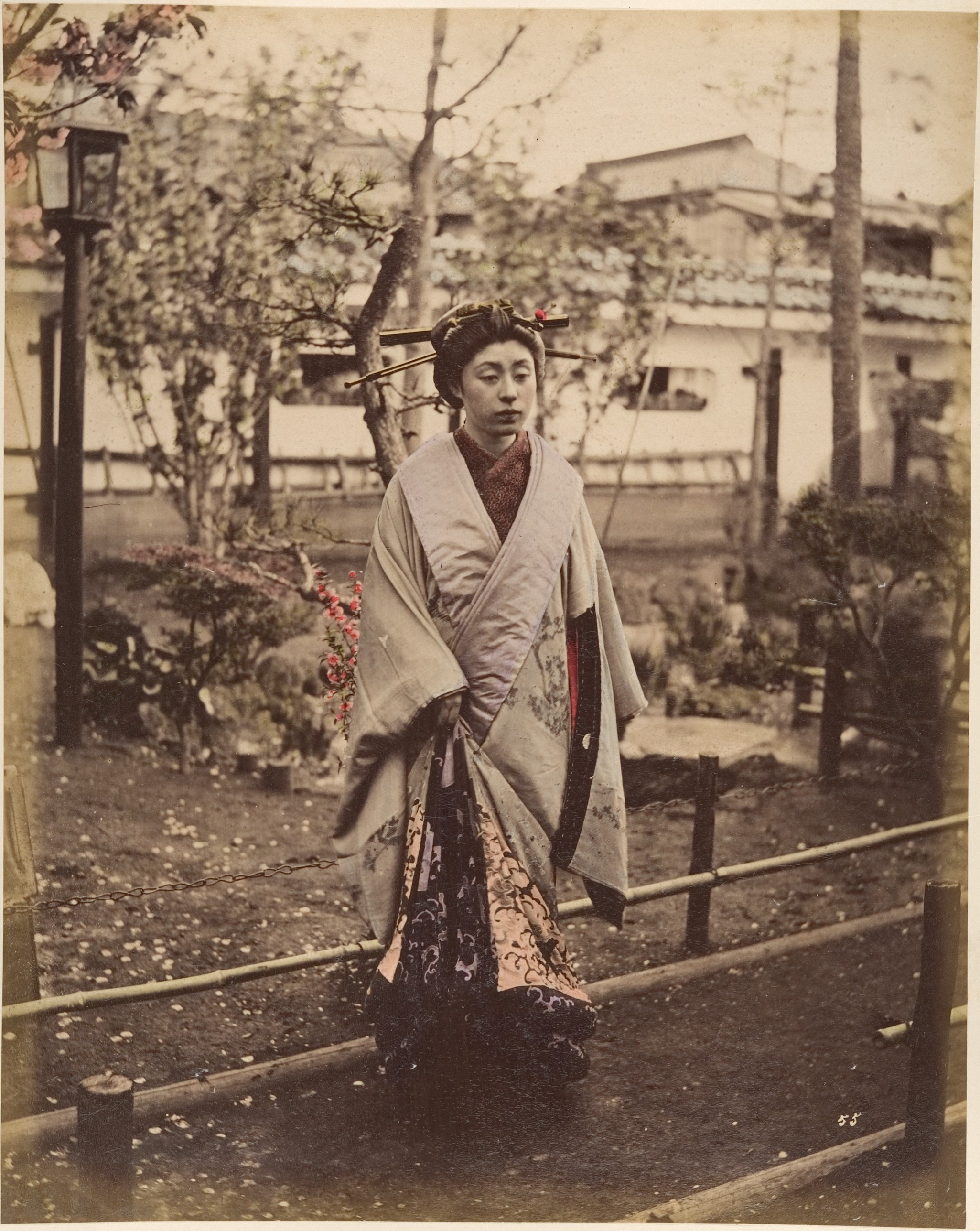
Japonská žena v tradičním kroji pózuje venku, 1870–1880